# Albisheim (Pfrimm)
Albisheim (Pfrimm) är en kommun och ort i Donnersbergkreis i förbundslandet Rheinland-Pfalz i Tyskland.
Kommunen ingår i kommunalförbundet Verbandsgemeinde Göllheim tillsammans med ytterligare 12 kommuner.